# Leif Engqvist
Leif Engqvist (30 de julho de 1962) é um ex-futebolista sueco que atuava como meio-campo.

## Carreira
Engqvist competiu na Copa do Mundo FIFA de 1990, sediada na Itália, na qual a seleção de seu país terminou na vigésima primeira colocação dentre os 24 participantes.